# 속박
속박(영어: duress)은 영미법의 개념으로 다음 조건을 필요로 한다.
1. 계약이 부적절한 위협에 의해 이루진경우
2. 피해자가 합리적인 대안이 없어 계약을 맺은 경우

## 속박의 예
위키 군이 브리테니커 양에게 위키책을 판다. 위키 군은 브리테니커 양이 위키책이 없이는 졸업시험을 통과할 수 없어서 올해 졸업이 불가능함을 알고 돈을 더 지불할 것을 요구한다. 위키책이 무료인 점과 브리테니커 양의 절박함을 이용하였으므로 속박으로 인정할 수 있다.

## 같이 보기
- 미국의 계약법